# Professor Layton vs. Phoenix Wright: Ace Attorney
Professor Layton vs. Phoenix Wright: Ace Attorney, i Japan känt som Reiton-kyōju VS Gyakuten Saiban (レイトン教授VS逆転裁判? bokstavligen "Professor Layton vs. Helomvändningsrättegång"), är ett datorspel i genrerna äventyr, pussel och visuell roman, som utvecklades av Level-5 och Capcom till Nintendo 3DS, och som gavs ut av Level-5 på japanska den 29 november 2012. Det gavs även ut av Nintendo på flera språk i Europa den 28 mars 2014 och i Australien den 29 mars samma år, och på engelska i Nordamerika den 29 augusti 2014.
Spelet är en crossover mellan de bägge datorspelsserierna Professor Layton och Ace Attorney, och designades av Shu Takumi, Ace Attorney-seriens regissör. I spelet växlar spelaren mellan att spela som Hershel Layton från Professor Layton och Phoenix Wright från Ace Attorney, i sekvenser som liknar deras respektive spel.

## Gameplay
Spelet innehåller en kombination av gameplayelement från bägge serierna, med pussel från Professor Layton och rättegångar från Ace Attorney. Spelet inkluderar fullt röstskådespelade 2D-animerade cutscenes, vilket är ofta förekommande i Professor Layton, men är första gången för Ace Attorney.

## Handling

### Struktur
Spelet är indelat i 12 kapitel, som växlar mellan att figurerna i stil med Professor Layton-spelen utför informella eller formella brottsutredningar, och att de i stil med Ace Attorney-spelen försvarar klienter i rättssalen.

### Intrig

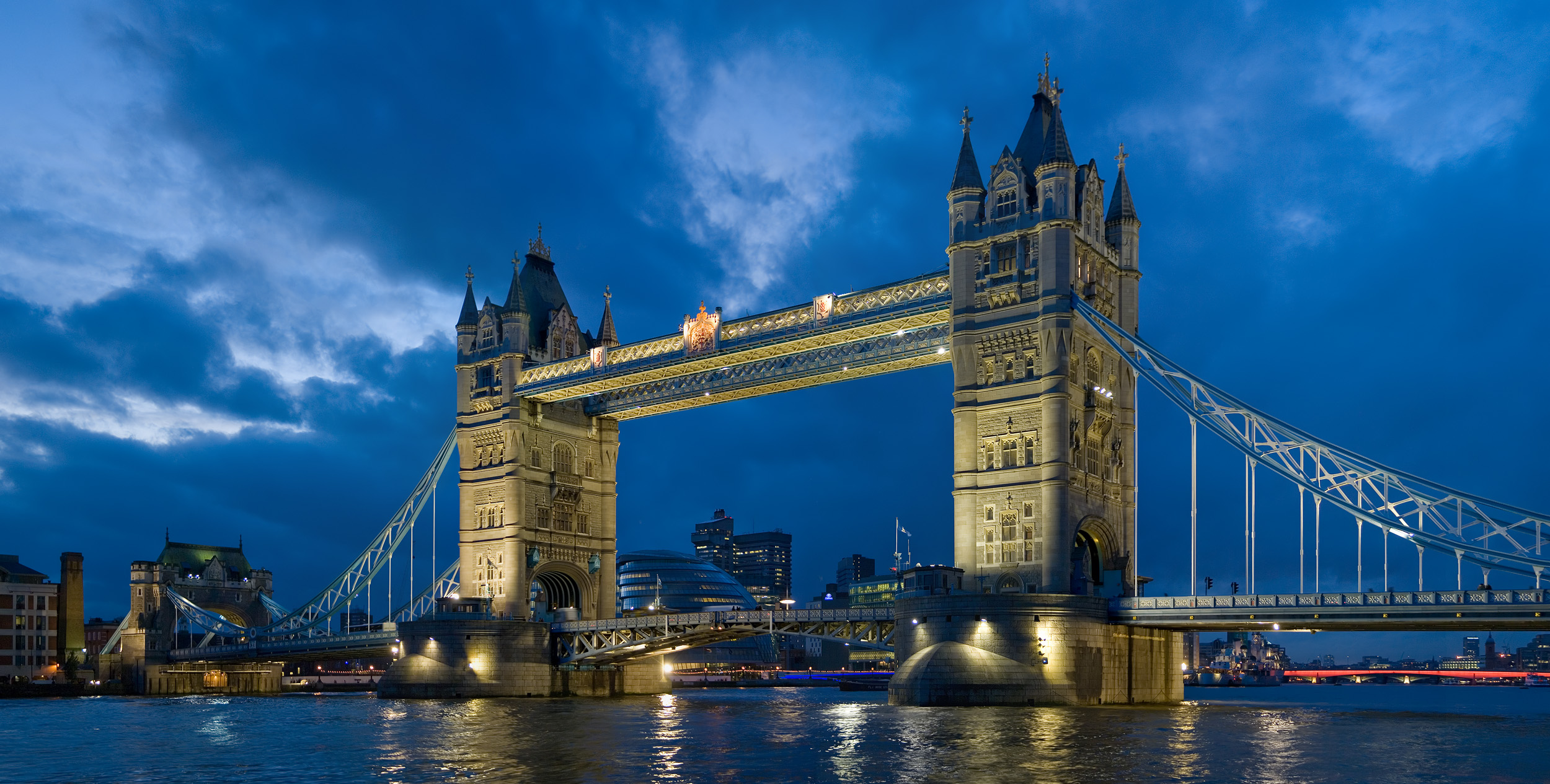
Prologen utspelar sig delvis på och kring Tower Bridge.

Spelet börjar med att detektiv Accidenti och en kvinna vid namn Espella Cantabella blir jagade genom London. Deras bil kraschar och Accidenti skadas, men ber Espella att fortsätta. Hon tar sig till Hershel Laytons kontor, och ger honom ett brev från Accidenti, som tidigare studerade hos Layton. Accidenti skrev att han har hittat Labyrinthia, en stad som inte finns på kartor. Han flydde därifrån med Espella, som han tror är nyckeln till stadens mysterier; de jagas av häxor, så han ber Layton att hjälpa henne. En häxa tar sig då in, och för bort Espella. Layton och Luke jagar efter häxan till Tower Bridge, och hittar Espella fången. De hjälper henne, och drar till sig uppmärksamheten medan Espella hoppar på ett passerande fraktfartyg. Espellas bok Historia Labyrinthia, som beskriver historiska och framtida händelser i Labyrinthia, slår då upp sig själv, och suger in Layton och Luke.
En vakt patrullerar fartyget, och hör något från ett lastrum. Han ser en kvinna falla till marken medan Espella släpper taget om ett järnrör. Polis tillkallas, och Espella grips. Försvarsadvokat Phoenix Wright och hans assistent, andemediet Maya Fey, har rest till London på uppdrag av en advokatorganisation, och förväntar sig inte behöva stå i rätten under besöket, men kallas in för att försvara Espella. Efter rättegången stöter även Phoenix och Maya på boken, och sugs in i den.

### Rollfigurer
- Professor Hershel Layton (エルシャール・レイトン教授 Erushāru Reiton-kyōju?), en professor i arkeologi som gillar att lösa mysterier och logiska pussel.
- Luke Triton (ルーク・トライトン Rūku Toraiton?), professorns lärjunge som följer med och hjälper honom på hans resor.
- Phoenix Wright (成歩堂 龍一 Naruhodō Ryūichi?), en försvarsadvokat som får i uppdrag att försvara Espella Cantabella.[7]
- Maya Fey (綾里 真宵 Ayasato Mayoi?), Wrights assistent som tränar till att bli ett andemedium.
- Espella Cantabella (マホーネ・カタルーシア Mahōne Katarūshia?), en kvinna som har blivit anklagad för häxeri.
- Lord Zacharias Barnham (ジーケン・バーンロッド卿 Jīken Bānroddo-kei?), en inkvisitor/åklagare i häxrättegångarna i Labyrinthia.
- Storyteller (ストーリー・テラー Sutōrī Terā?), en författare. De berättelser han skriver ned med sin penna blir till verklighet.
- Darklaw (ジョドーラ Jodōra?), höginkvisitorn i Labyrinthia och Storytellers högra hand.

## Utveckling
Spelet utannonserades officiellt på Level-5 Vision 2010-presskonferensen den 19 oktober 2010. Spelet var ursprungligen en idé som Akihiro Hino, Level-5:s VD kom på, och ett projekt som han själv föreslog för Capcom. Idén kom som en överraskning för Shu Takumi, Ace Attorney-seriens designer. Keiji Inafune, ledare för Capcoms R&D-ledningsgrupp, var "åttio procent säker" på att Takumi skulle avslå idén. Enligt Inafune lyckades Hino övertyga Takumi att acceptera idén, och gav honom kreativ kontroll som projekts främsta scenariodesigner.
Inafune sade att spelet är ett sant samarbete mellan de båda företagen: båda arbetade på det, till skillnad från att licensen till karaktärerna skulle ges till ett företag. Han kände att de "ville skapa en bra historia, vilket skulle ha varit omöjligt om inte båda parterna vore fullt involverade". Hino sade att fans av båda serierna skulle "vilja se en uppgörelse" mellan de Layton och Phoenix, liksom delar där de "går samman och möter en riktigt stor utmaning".

## Mottagande
Den japanska speltidningen Famitsu gav spelet betyget 35/40 i deras recension.